# وزارة الثقافة والسياحة (إثيوبيا)
وزارة الثقافة والسياحة الإثيوبية هي وزارة في الحكومة الإثيوبية مسؤولة عن تطوير وتعزيز والحفاظ على الثقافة والمعالم السياحية لإثيوبيا وشعوبها، سواء داخل البلاد أو على الصعيد الدولي.
وبذلك تعمل الوزارة بشكل وثيق مع مختلف أصحاب المصلحة الوطنيين والدوليين.

## الأهداف
تتمثل مهمة الوزارة في دراسة الثروة الثقافية والمحافظة عليها وتنميتها وتعزيزها في مناطق الجذب السياحي الوطنية لأمم وعرقيات وشعوب إثيوبيا، وبناء الصور الإيجابية لإثيوبيا بهدف إضافة بيئة اجتماعية واقتصادية وسياسية مستدامة.
رؤية الوزارة هي جعل إثيوبيا واحدة من أفضل خمس وجهات سياحية في إفريقيا في عام 2019 من خلال تنمية ثروتها الثقافية وجاذبيتها الطبيعية.

## الإدارات التابعة لها
تشمل الهيئات التابعة هيئة البحث والحفاظ على التراث الثقافي (ARCCH)، وهيئة الحفاظ على الحياة البرية الإثيوبية (EWCA)، ووكالة المحفوظات والمكتبات الوطنية، والمسرح الوطني الإثيوبي.

## النشاط السياحي
تروج الوزارة لإمكانيات البلد من مناطق الجذب السياحي وتشجع على تطوير المرافق السياحية. كما تقوم بترخيص منشآت المرافق السياحية والإشراف عليها مثل الفنادق ومنظمي الرحلات السياحية وتضع المعايير لها.
تنعم إثيوبيا بوفرة من مناطق الجذب السياحي الطبيعية، بما في ذلك تسعة مواقع للتراث العالمي،  لكن وزارة الثقافة والسياحة لا تزال تكافح لجذب السياح بأعداد مناسبو بسبب ضعف الاستثمار والأمن، وليس لديها أي تنمية أو ترويج متماسك للسياحة إستراتيجية.
نتيجة لذلك، يتجنب معظم السياح السفر إلى إثيوبيا، ويذهبون إلى كينيا وأوغندا وتنزانيا وجنوب إفريقيا على سبيل المثال لا الحصر.
ومع ذلك، تصدر الوزارة بيانات صحفية منتظمة كل عام تدعي أن ما يزيد عن 800-950.000 سائح زار إثيوبيا كل عام،  على الرغم من أن إثيوبيا لديها فقط حوالي 3000 غرفة فندقية، ومن هذه الغرف 2000 فقط هي غرف للطلاب الأجانب.
الحقيقة هي أن كل مسافر ترانزيت على الخطوط الجوية الإثيوبية يقضي ليلة في الترانزيت في أديس أبابا في رحلة متصلة يُصنف كسائح للإحصاءات وإعداد التقارير.

## الوزراء
يدير الوزارة وزير ووزيران دولة.
الوزير الحالي هو: هيروت كاساو.
ووزيرا الدولة هما: بوزينه القدير، بيزونيش ميسيري.

## روابط خارجية
- وزارة الثقافة والسياحة (موقع الوزارة)
- الموقع الرسمي لوزارة الشباب والرياضة والثقافة الإثيوبية
- الموقع الرسمي لوزارة الشباب والرياضة الإثيوبية
- https://www.facebook.com/tuorismcultureethiopia/
- كبران تورز